# Eusebius Mandyczewski
Eusebius Mandyczewski (Molodiya, Imperio Austrohúngaro -hoy Ucrania-, 18 de agosto de 1857 - Viena, 13 de agosto de 1929) fue un musicólogo, compositor, director de orquesta y profesor de música, muy conocido, respetado e influyente en los ambientes musicales austriacos, rumanos y ucranianos. Realizó ediciones y estudios muy prestigiosos de la música de Haydn, Beethoven, Schubert, Brahms y Caldara. En 1903 se casó con la cantante de lieder y profesora de canto Albine von Vest.

## Juventud
Fue el primogénito de un sacerdote ucraniano de la Iglesia Ortodoxa griega. Realizó sus estudios secundarios en el instituto de Chernivtsi al tiempo que estudiaba música con Sydir Vorobkevych. Se matriculó en la Universidad de Chernivtsi, pero en 1875 se trasladó a Viena para estudiar en su Universidad de Música y Artes Escénicas, donde recibió clases de Eduard Hanslick (Historia de la Música), Martin Nottebohm (Teoría musical) y Robert Fuchs. En 1879 intimó con Johannes Brahms y llegó a ser uno de sus mejores amigos. 

## Cargos
Entre 1879 y 1881, Mandyczewski fue el director de la Wiener Singakademie (Academia Vienesa de Canto). De 1887 a 1929, fue archivero y bibliotecario de la Gesellschaft der Musikfreunde (Sociedad de Amigos de la Música), de cuya orquesta fue nombrado director en 1892. Doctor honoris causa por la Universidad de Leipzig en 1897, el mismo año en el que comenzó a dar clase en el Conservatorio de Viena como profesor de Historia de la Música e Instrumentos Musicales. En 1916 fue nombrado miembro del Consejo privado austriaco.
Durante muchos años fue el corresponsal en Viena de la revista británica The Musical Times.

## Edición y estudios sobre compositores

### Schubert
Entre 1884 y 1897 fue apareciendo la edición de Mandyczewski de las canciones de Franz Schubert (dentro de la Obra completa editada por Breitkopf & Härtel). La meticulosidad de Mandyczewski (que, en algún caso, le llevó a editar tres o cuatro variantes de cada canción) le convirtieron en una autoridad en este compositor. Tal fue el prestigio de sus ediciones que, por ellas, recibió en 1897 un doctorado honoris causa por la Universidad de Leipzig. También organizó una gran exposición sobre Schubert en Schubert 1922 y el Congreso Internacional sobre Schubert de 1928.

### Beethoven
Mandyczewski fue muy respetado por sus capacidades intelectuales y docentes y por su generosidad y consejos con los investigadores y editores musicales. George Grove le estaba muy agradecido por su ayuda en la escritura de su libro sobre las sinfonías de Beethoven. Mandyczewski publicó un volumen de Nottebohm, Beethoveniana, en el que se recogía una serie de ensayos académicos sobre Beethoven, algunos ya publicados en entregas por la Musikalisches Wochenblatt y otros inéditos, dejados por Nottebohm en manuscrito.

### Otros compositores
En colaboración con su discípulo Hans Gál, editó la obra completa de Johannes Brahms.

## Composiciones musicales
Mandyczewski compuso música inspirándose en textos de poetas como Tarás Shevchenko, Yurii Fedkovych, Vasile Alecsandri, Mihai Eminescu o Heinrich Heine. También hizo numerosos arreglos de obras floclóricas ucranianas, rumanas, alemanas y húngaras.

## Escritos
- Zweite Beethoveniana. Editor: Nottebohm. Leipzig, 1887
- Namen und Sachregister zu Nottebohms Beethoveniana und Zweite Beethoveniana. Leipzig, 1888
- Carl Czerny: Versuch einer richtigen Würdigung, Deutsche Kunst- und Musikzeitung, xviii/23–4 (1891)
- Goethes Gedichte in Franz Schuberts Werken, Chronik des Wiener Goethe-Vereins, xi/112 (10 de marzo de 1897), 2–3
- Franz Schubert: zur Erinnerung an seinen 100. Geburtstag, Mitteilung Breitkopf & Härtel, xlviii (1907), 1609–10
- Jägers Abendlied, Die Musik, vi/7 (1907), 45–6
- Schubert-Pflege in der Gesellschaft der Musikfreunde, Geschichte der k.k. Gesellschaft der Musikfreunde. Viena, 1912.
- Drei Meister Autographe. Vienna, 1923

## Ediciones
- Ludwig van Beethovens Werke: vollständige kritisch durchgesehene überall berechtigte Ausgabe, 25th ser., n.º 264–309, Leipzig, 1887
- Franz Schuberts Werke: kritisch durchgesehene Gesamtausgabe, XX ser., i–x (Leipzig, 1895–7
- Antonio Caldara: Kirchenwerke, DTÖ, xxvi, Jg.xii/2, 1906
- Joseph Haydns Werke: erste kritische durchgesehene Gesamtausgabe, XVI ser., v–vii (La creación y Las estaciones), Leipzig, 1922
- Johannes Brahms sämtliche Werke, xi–xxvi, Leipzig, 1926
- Antonio Caldara: Kammermusik für Gesang, DTÖ, lxxv, Jg.xxxix, 1932